# روبرت كوب
روبرت كوب (بالإنجليزية: Robert Cobb) هو لاعب كرة قدم أمريكية أمريكي، ولد في 12 أكتوبر 1957 في سينسيناتي في الولايات المتحدة.

## وصلات خارجية
- روبرت كوب على موقع مرجع كرة القدم المحترفة.كوم (الإنجليزية)